# پارک ملی چوواش وارمانه
پارک ملی چوواش وارمانه (انگلیسی: Chavash Varmane) یک پارک ملی حفاظت‌شده در استان چوواشستان کشور روسیه است.